# رمضان (ماه)
رمضان (به عربی: رمضان) نام نهمین‌ماه سال قمری است. در این‌ماه، روزه بر مسلمانان واجب شده‌است. ماه رمضان در دین اسلام ماهی مبارک است.
در قرآن، از این‌ماه به‌عنوان ماهی که در آن قرآن نازل شده، یاد شده‌است. با توجه به آیهٔ ۱۸۵ سورهٔ بقره که نزول قرآن را در ماه رمضان می‌گوید و سورهٔ قدر که نزول قرآن را در شب قدر می‌داند، مسلمانان معتقدند که شب قدر، در این‌ماه واقع است.

## مناسبت‌ها

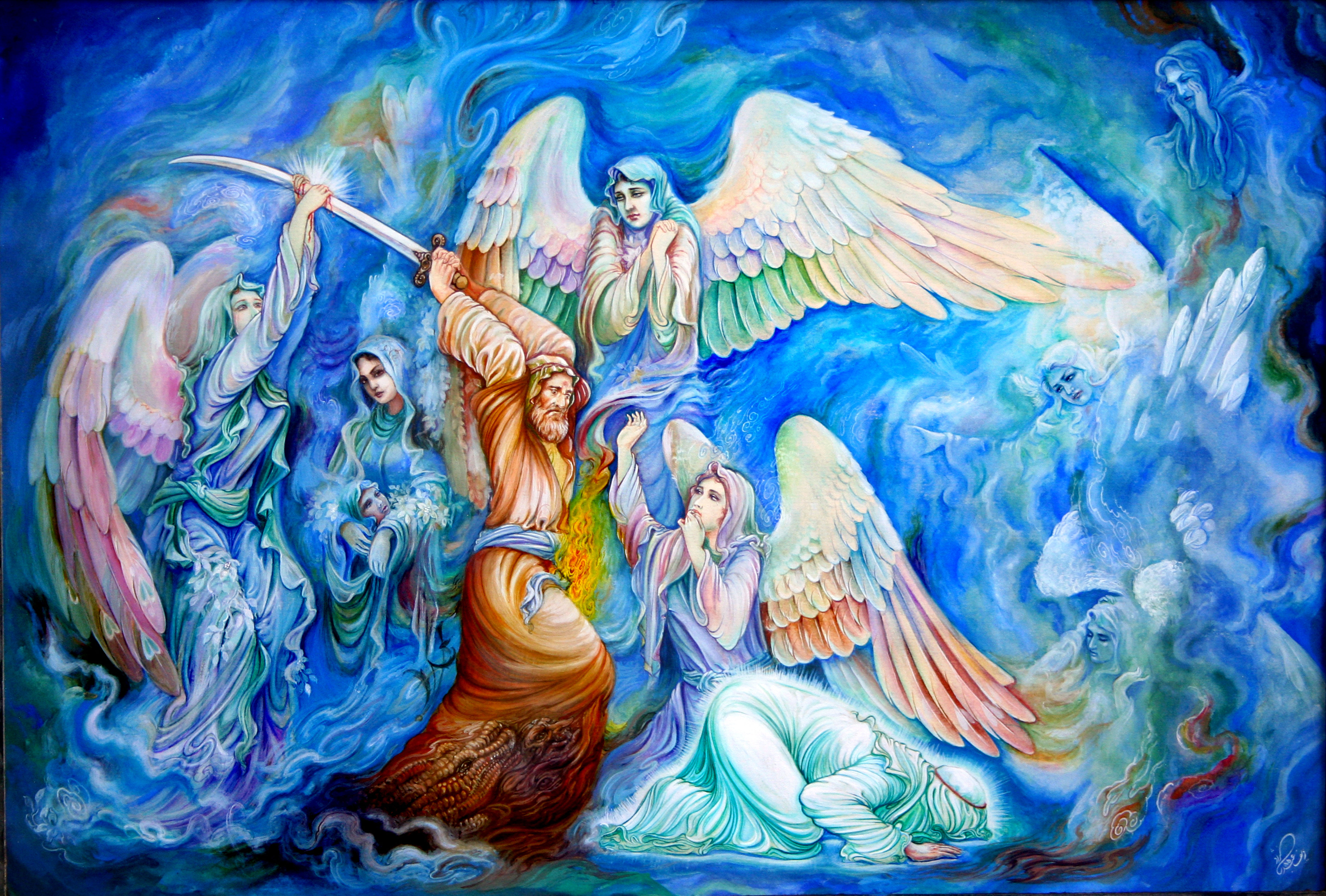
تابلو ضربت‌خوردن علی بن ابی‌طالب - نقاش: یوسف عبدی‌نژاد

- ۱۰ - درگذشت خدیجه، همسر محمد (۳ سال قبل از هجرت)
- ۱۵ - ولادت حسن بن علی، دومین امام شیعه (۳ قمری
- ۱۷ - معراج محمد در اعتقاد مسلمین (۶ ماه قبل از هجرت)
- ۱۸ - از شب‌های قدر
- ۱۹ - ضربت‌خوردن علی، خلیفهٔ چهارم مسلمانان و امام اول شیعیان (۴۰ قمری)
- ۲۰ - از شب‌های قدر
- ۱۵ - فتح مکه به‌دست مسلمانان (۸ قمری)
- ۲۱ - درگذشت علی، خلیفهٔ چهارم مسلمانان و امام اول شیعیان (۴۰ قمری)
- ۲۲ - از شب‌های قدر
- ۲۶ - از شب‌های قدر

## اعمال ماه رمضان

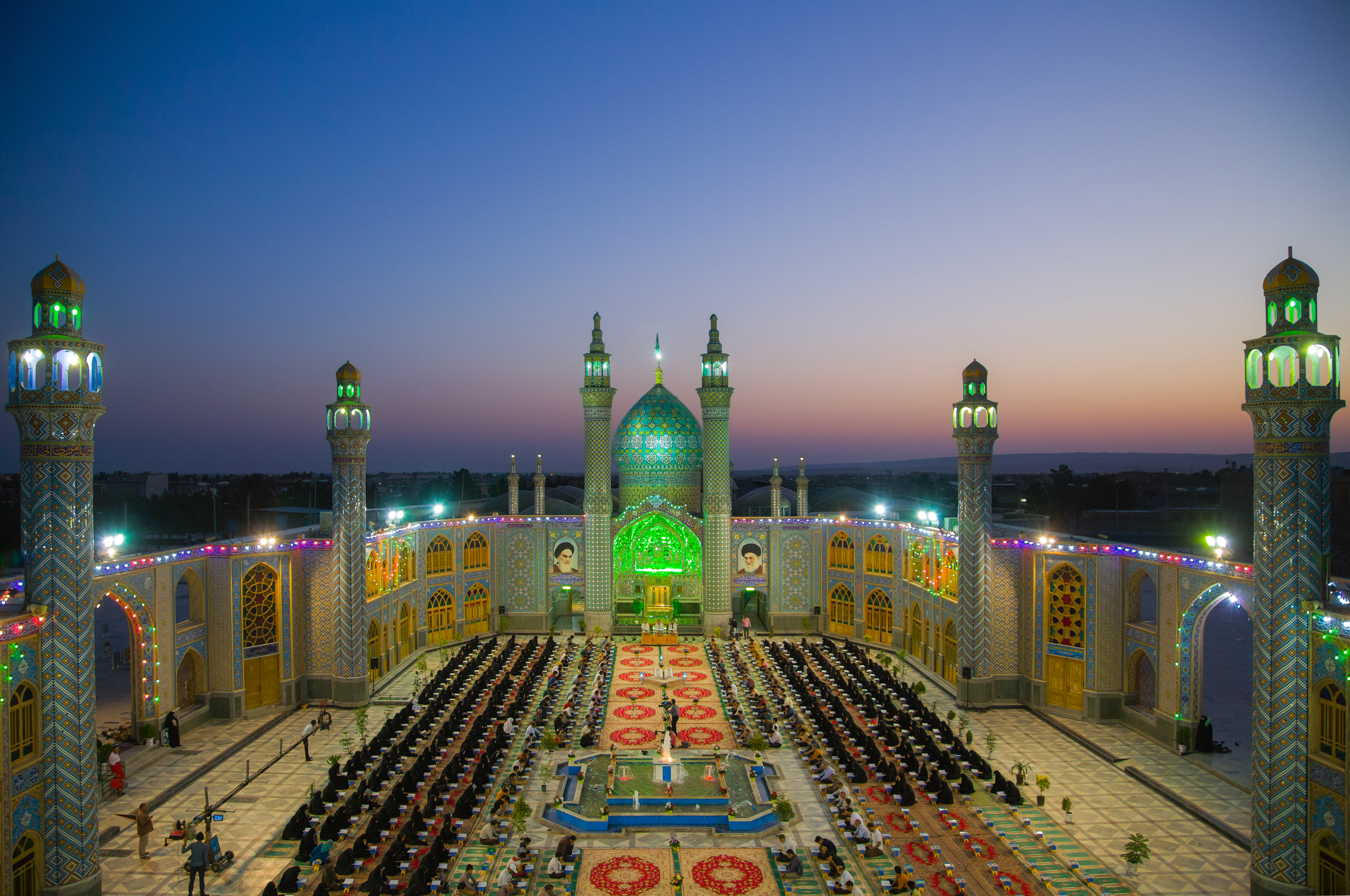
مراسم جزء خوانی قرآن ماه رمضان در حرم محمد هلال بن علی، آران و بیدگل - جلسات جزء خوانی قرآن رمضان در ایران، هر ساله در روزهای ماه رمضان در مساجد، اماکن زیارتی و جلسات خانگی برگزار می‌شود.

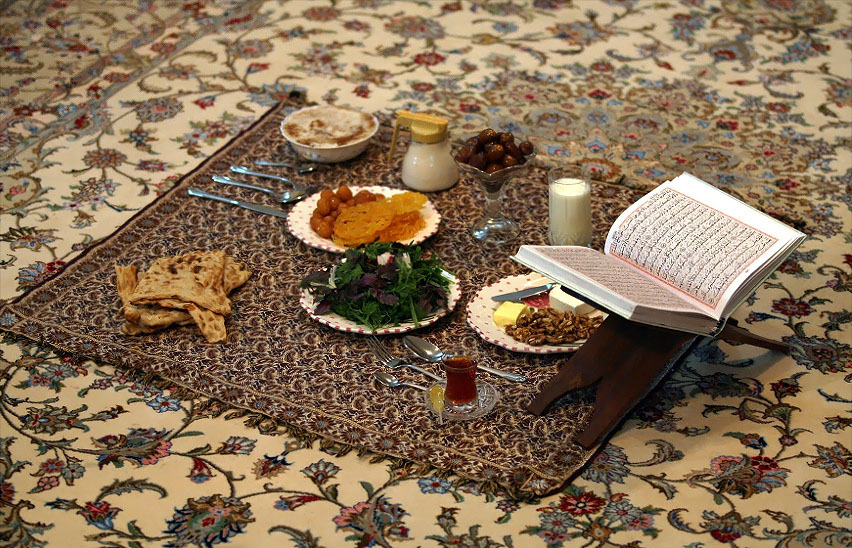
یک سفرهٔ افطار ایرانی در ماه رمضان

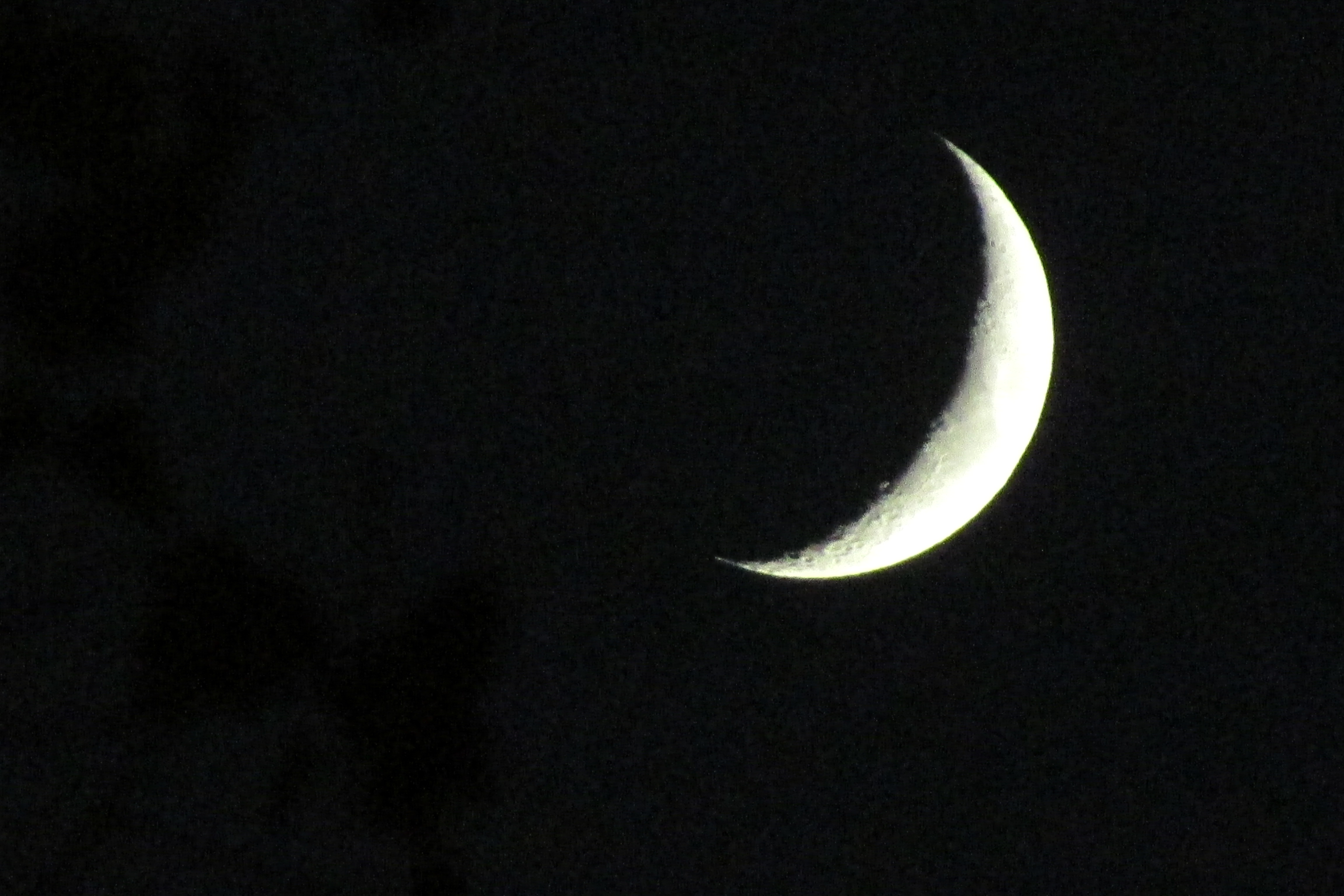
با رویت هلال ماه و آغاز ماه رمضان، مسلمانان روزه می‌گیرند